# Adolfo Bioy Casares
Adolfo Bioy Casares (Buenos Aires, 15 de setembro de 1914 — Buenos Aires, 8 de março de 1999) foi um escritor argentino. Sua obra mais conhecida é La invención de Morel. A narrativa de Adolfo Bioy Casares criou um mundo de ambientes fantásticos regidos por uma lógica peculiar e marcados por um realismo de grande verossimilhança.

## Prémios recebidos
- 1975 - Prémio de honra de "La SADE".
- 1981 - foi nomeado membro da Legião de honra de França.
- 1986 - Cidadão Ilustre da Cidade de Buenos Aires
- 1990 - Prémio Cervantes

## Obra

### Romances
- La invención de Morel (1940)
- Plan de evasión (1945)
- El sueño de los héroes (1954)
- Diario de la guerra del cerdo (1969)
- Dormir al Sol (1973)
- La aventura de un fotógrafo en La Plata (1985)
- Un campeón desparejo (1993)

### Livros de Contos
- Prólogo (1929)
- 17 disparos contra el porvenir (1933)
- La estatua casera (1936)
- La trama celeste (1948)
- Luis Greve, muerto (1937)
- Las vísperas de Fausto (1949)
- Historia prodigiosa (1956)
- Guirnalda con amores (1959)
- El lado de la sombra (1962)
- El gran serafín (1967)
- Historias fantásticas (1972)
- Historias de Amor (1972)
- O herói das mulheres - no original El héroe de las mujeres (1978)
- Historias desaforadas (1986)

### Cartas
- En viaje (1996), cartas para Silvina Ocampo

### Diários
- Unos días en el Brasil (Diario de viaje) (2010)

### Em colaboração

#### Com Jorge Luis Borges
- Seis problemas para don Isidro Parodi (1942)
- Dos fantasías memorables (1946)
- Un modelo para la muerte (1946)
- Crónicas de Bustos Domecq (1967)
- Libro del cielo y del infierno, (1960)
- Nuevos cuentos de Bustos Domecq (1977)

#### Com Silvina Ocampo
- Los que aman, odian (1946)

### Guiões

#### Com Jorge Luis Borges
- Los orilleros (1955)
- El paraíso de los creyentes (1955)
- Invasión (1969)